# A király beszéde
A király beszéde (eredeti cím: The King's Speech) 2010-ben bemutatott történelmi filmdráma Tom Hooper rendezésében. A mű VI. György brit király életére, valamint beszédhibájára, s annak kezelésére fókuszál. A főszerepekben Colin Firth mint VI. György, és Geoffrey Rush mint Lionel Logue, a király személyi logopédusa és beszédtanára játszik.
A filmet 2010. szeptember 6-án a Telluride Filmfesztiválon mutatták be.

## Cselekmény
Albert herceg, V. György király második legidősebb fia 1925. október 31-én a Wembley Stadionban a Brit Birodalmi Kiállítás záróbeszédét készül elmondani, melyet a rádió is közvetít. Dadogása miatt a beszéd szörnyen kínosan sül el. A herceg elkeseredettségében feladja a reményt, hogy valaha is kigyógyul beszédzavarából, ám felesége, Erzsébet hercegné meggyőzi, hogy keressen fel egy Londonban élő ausztrál logopédust, Lionel Logue-ot. Logue első találkozásukkor többször is megsérti a királyi udvari etikettet. Személyes kérdéseket tesz fel, ráadásul családi becenevén, Bertie-nek szólítja a herceget. Amikor Albert nem hajlandó együttműködni, Logue fogad vele egy shillingben, hogy a herceg dadogás nélkül fel tudja olvasni Hamlet nagymonológját, miközben egy fejhallgatón Figaro házasságát hallgatja. Logue egy hanglemezre veszi Albert próbálkozását, ő azonban hamar reménytelennek titulálja állapotát és távozik. Mielőtt elmenne, Logue neki ajándékozza a felvételt.

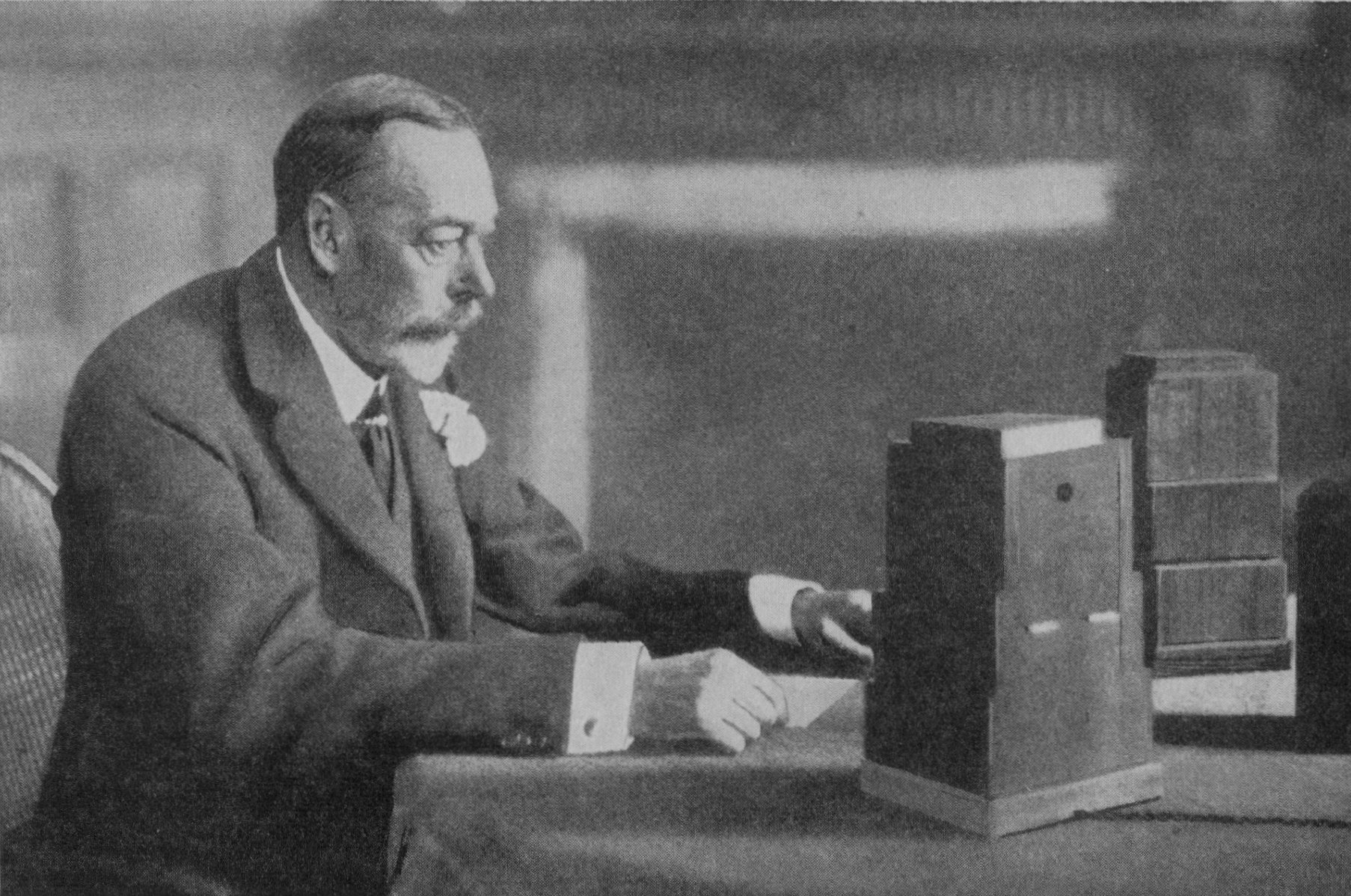
V. György az 1934-es karácsonyi beszéde felolvasása közben. A kép kompozíciója a film egyik jelenetében is visszaköszön

V. György 1934-es királyi karácsonyi beszéde után elmagyarázza Albertnek a közvetítések fontosságát a modern uralkodásban. A király szerint David, Albert bátyja és a trón várományosa nemcsak saját magára, hanem a királyi családra és az egész országra is romlást fog hozni. Ezek után felszólítja Albertet, hogy gyakoroljon sokat, és megkéri, hogy olvassa fel az általa imént elmondott rádióbeszédet. A herceg meg is próbálja, de borzasztóan dadog.
Később Albert meghallgatja a Logue által rögzített felvételt, és döbbenten tapasztalja, hogy dadogás nélkül olvassa a Hamletet. A hercegnével együtt ismét felkeresi az ausztrált, de kiköti, hogy óráik kizárólag fizikai gyakorlatokra korlátozódhatnak. Logue izomlazító és légzést szabályozó gyakorlatokat tanít Albertnek, emellett azonban óvatosan és kitartóan kutatja a herceg dadogásának lélektani hátterét. Albert végül elárul néhány rossz gyerekkori emléket, és a két férfi lassan elkezd összebarátkozni.
1936 januárjában V. György meghal. A trónon VIII. Edvárd néven legidősebb fia, David követi. Edvárd eltökélt szándéka feleségül venni Wallis Simpson amerikai asszonyt, aki épp második válására készül. Egy családi összejövetel során Albert figyelmezteti bátyját, hogy az angol egyház fejeként nem vehet el egy elvált asszonyt, és ezzel a kapcsolatával alkotmányos botrányt okoz. Edvárd öccse fejéhez vágja, hogy csak el akarja bitorolni tőle a trónt, és dadogásával hergeli öccsét. A feldúlt Albert végül megszólalni sem tud.

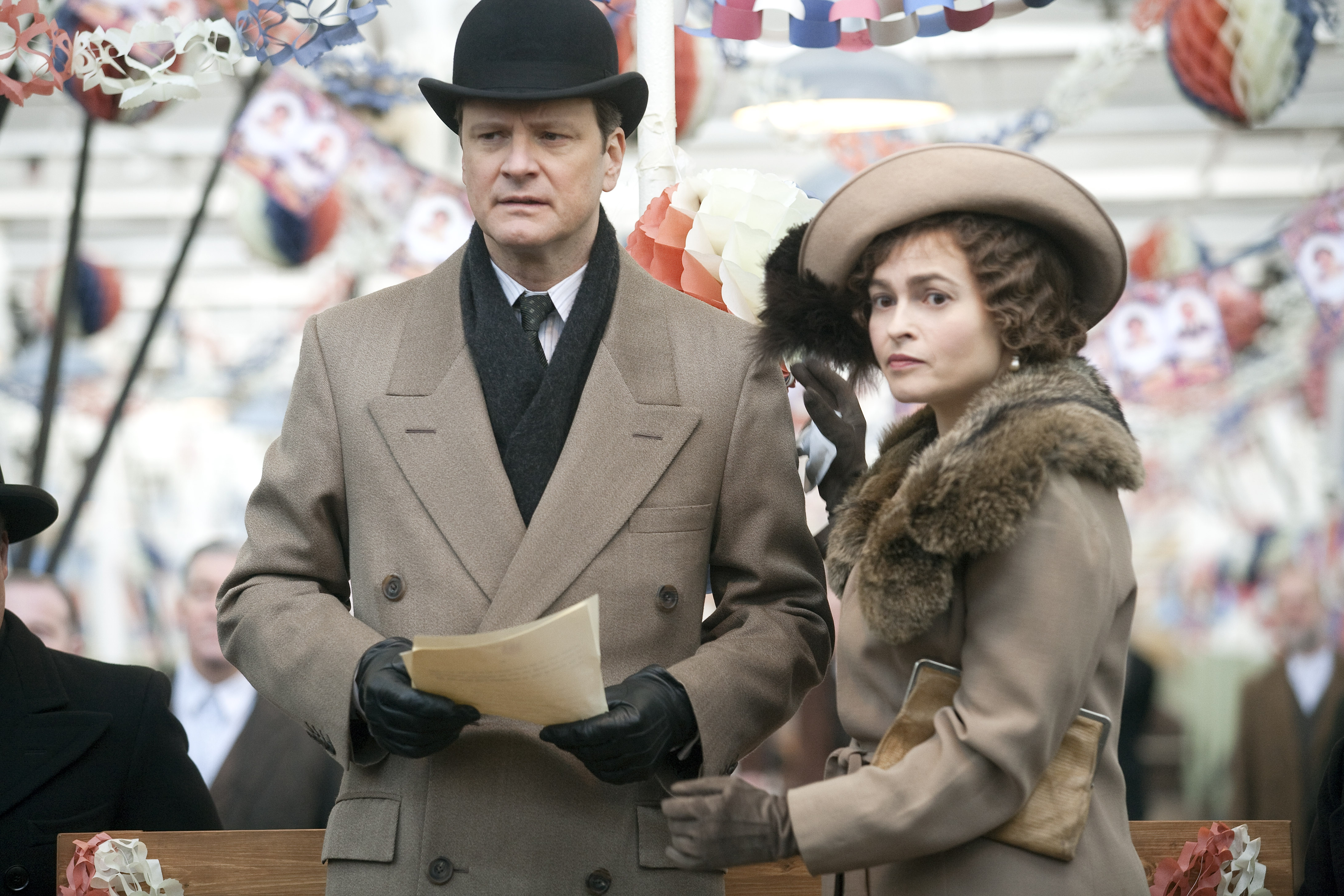
Colin Firth és Helena Bonham Carter mint York hercege és hercegnéje

A következő alkalommal Albert elpanaszolja Logue-nak, hogy míg alapjában véve sokat javult, ha a bátyjával beszél, még mindig nagyon dadog. Emellett Edvárd és Simpson ostoba kapcsolatáról is beszél. Logue azzal próbálja megnyugtatni Albertet, hogy bátyja helyett nagyszerű király lenne. A herceg ezt hazaárulásnak tekinti, és kigúnyolja, majd kirúgja a logopédust. Amikor VIII. Edvárd lemond a trónról, hogy elvehesse Wallist, Albert VI. György néven király lesz. A királyi pár meglátogatja Logue-ot, és Albert bocsánatot kér tőle. A látogatás során véletlenül Mrs. Logue-ba botlanak, aki nem tudta, hogy férje az újdonsült királyt kezeli.
A westminsteri apátságban VI. György és Logue a koronázási ceremóniára gyakorol. A király kifakad, hogy Logue-nak semmilyen hivatalos képesítése nincs, pedig ő korábban azt hitte. Logue azzal védekezik, hogy ő ilyet soha nem is állított, és akkor kezdett beszédneveléssel foglalkozni, amikor az első világháborúból hazatérő ausztrál katonák harctéri idegsokk miatt dadogni kezdtek. Amikor VI. György elbizonytalanodik abban, hogy méltó király lesz, Logue a trónra ül, és tiszteletlenül kezd viselkedni. A felbosszantott király saját magát is meglepi, amikor ennek hatására dadogás nélküli szónoklásba kezd.
1939-ben Nagy-Britannia hadat üzen a Harmadik Birodalomnak. Az esemény miatt a királynak beszédet kell mondania a rádióban. VI. György a Buckingham-palotába hívatja Logue-ot, hogy felkészítse a közelgő bejelentésre. A felvétel ideje alatt Logue végig hangtalanul irányítja a királyt, aki a végén már magától mondja a szöveget, Logue segítsége nélkül. A beszéd végeztével a király és családja a palota erkélyéről köszönti alattvalóit.
A film végi felirat szerint Logue a háború alatt minden egyes élő közvetítés alatt VI. Györggyel volt és életre szóló barátságot kötöttek.

## Szereplők
| Szereplő                                           | Színész              | Magyar hang     |
| -------------------------------------------------- | -------------------- | --------------- |
| Albert yorki herceg (utóbb: VI. György király)     | Colin Firth          | Csankó Zoltán   |
| Erzsébet yorki hercegné (utóbb: Erzsébet királyné) | Helena Bonham Carter | Balázs Ágnes    |
| David walesi herceg (utóbb: VIII. Eduárd király)   | Guy Pearce           | Schmied Zoltán  |
| V. György király                                   | Michael Gambon       | Makay Sándor    |
| Lionel Logue                                       | Geoffrey Rush        | Helyey László   |
| Winston Churchill                                  | Timothy Spall        | Koroknay Géza   |
| Myrtle Logue                                       | Jennifer Ehle        | Szabó Éva       |
| Cosmo Gordon Lang canterburyi érsek                | Derek Jacobi         | Versényi László |
| Stanley Baldwin                                    | Anthony Andrews      | Szokolay Ottó   |
| Wallis Simpson                                     | Eve Best             | Németh Kriszta  |
| Mária anyakirályné                                 | Claire Bloom         | Kassai Ilona    |

## A film készítése

### Előkészületek
David Seidler gyerekkorában kezdett dadogni. Kialakulásának okát a második világháborúban és a holokauszt során meggyilkolt nagyszülei okozta traumában látta. VI. György gyógyulása lelkesítette a fiatal Seidlert. „Itt van egy dadogós, akinek király létére rádióbeszédeket kellett mondania, melyek során egy egész nemzet figyelt minden egyes szótagot amit kiejtett, mégis oly szenvedéllyel és intenzitással tette mindezt.” Amikor Seidler felnőtt, elhatározta, hogy VI. Györgyről fog írni. Az 1970-es évek végén és az 1980-as években mohón kutatta a király életét, de alig talált valami információt Logue-ról. Végül felvette a kapcsolatot Dr. Valentine Logue-gal, aki beleegyezett, hogy elmesél néhány dolgot apjáról, sőt a jegyzetfüzeteit is megosztja vele, ha az anyakirályné is áldását adja rá. Erzsébet azonban azt válaszolta Seidler kérésére, hogy amíg él, ez ne történjen meg, mivel „ezen események emléke a mai napig túl fájdalmas”. Seidler ennek hatására felfüggesztette a munkát.

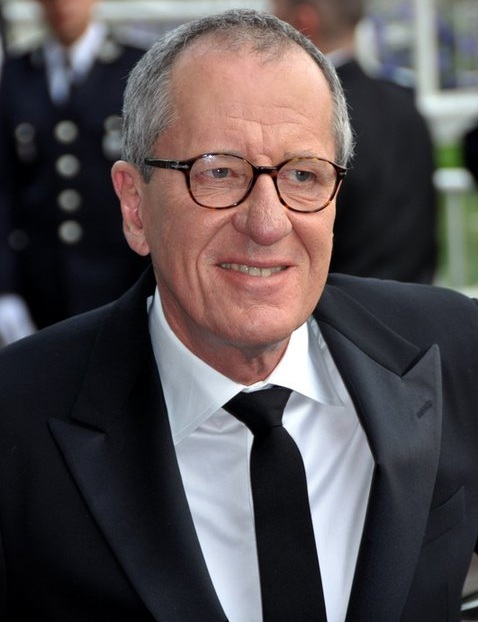
A film producerei személyesen keresték fel Geoffrey Rush-t a forgatókönyvvel, a színésznek annyira megtetszett a történet, hogy a produceri teendőket is elvállalta.

Erzsébet anyakirályné 2002-ben meghalt. Seidler három évvel később, torokrákja diagnosztizálása után vette elő a projektet. Ekkor azonban már nem tartotta a kapcsolatot Dr. Logue-gal. A korabeli kezelési technikákat onnan ismerte, hogy sokat neki is el kellett végeznie. Míg Logue után kutatott, véletlenül találkozott egy általa kezelt nagybácsijával, ami megerősítette abban, hogy a logopédus a korabeli megszokott légzőgyakorlatokon kívül pszichológiai és kötetlen beszélgetések segítségével kutatta a dadogás mögött húzódó okokat. Seidler ezek alapján elképzelt egy kezelést. Az elkészült forgatókönyvet megmutatta a feleségének, akinek tetszett ugyan, de úgy gondolta, a filmes technikának való megfelelés sokat ront rajta. Azt javasolta, hogy írja át úgy, mintha egy színházi darab lenne, így nagyobb hangsúly kerülhet a király és Logue kapcsolatára. A módosítások végeztével Seidler elküldte munkáját néhány barátjának, akik londoni és New York-i színházakban dolgoztak.
2005-ben a londoni Wilde Thyme filmgyártó cég egyik producere, Joan Lane megkapta a forgatókönyvet. Lane tárgyalni kezdett a Bedlam Productions két munkatársával, Simon Egannal és Gareth Unwinnel, és végül meghívták Seidlert Londonba, hogy írja át a forgatókönyvet, ezúttal a vászonra. Lane a Bedlam Productions-szal közösen egy felolvasást rendezett a Pleasance Theatre-ben, egy kis házban. Az eseményre Tom Hooper édesanyja is meghívást kapott. Később felhívta a fiát, és azt mondta neki, hogy „megtaláltam a következő filmedet.” Seidler elküldte Hoopernek a forgatókönyvet, aki már másnap felkereste, és azt mondta, hogy ennél jobb anyagot még soha senkitől sem kapott.
Ahelyett, hogy az ügynökét kereste volna fel, Lane egy ausztrál kollégáján keresztül juttatta el a cselekmény összefoglalóját Geoffrey Rush-hoz. Rush ügynöke később felkereste Unwint, hogy a színészt érdekli a projekt, és szívesen leülne tárgyalni róla. A See-Saw Films-től Iain Canning csatlakozott a produkcióhoz és Gareth Unwin szerint „a BAFTA korábbi elnökével, Richard Price-szal, megkezdődött a munka hogy a történet egy szobában ülő két mogorva emberről valami nagyobbá váljon.” Hoopernek tetszett a történet, a végével azonban nem volt kibékülve: „hollywoodi befejezése volt. Bertie teljesen meggyógyult. Az utolsó beszéde hibátlan volt. Végül megértettem, hogy ez nem volt igaz. Ha valaki meghallgatja az eredeti beszédet, tisztán hallható, ahogy legyőzte a dadogást. De így sem tökéletes előadás. Boldogul vele.”
A film készítői kilenc héttel a forgatás előtt megszerezték Logue jegyzeteit a herceg kezeléséről. Ekkor átalakították a forgatókönyvet az eredeti jegyzetek alapján. Hooper szerint innen merítették a film legemlékezetesebb pillanatait, például amikor Logue a sikeres beszéd után megjegyzi, hogy a W-vel még mindig gondok voltak, mire a király annyit válaszol, hogy muszáj volt néhány helyen rontania, hogy tudják, tényleg ő beszélt. A történelmi hitelesség kedvéért többször is módosítottak a filmen, például a herceg öltözékét a kezdő képsorokban kabátra cserélték.
Seidler kezdetben úgy gondolta, hogy Paul Bettany jó választás lenne VI. György megformálására. Tom Hooper Hugh Grantet szerette volna leszerződtetni, azonban mindkét színész visszautasította az ajánlatot. Seidler és Hooper végül meghallgatták Firth-t, és mindketten alkalmasnak találták a király megformálására.
A UK Film Council 1 millió font támogatást adott a készülő filmhez. A forgatás 2009 decemberében kezdődött és 39 napig tartott. A legtöbb jelenetet még a karácsony előtti három héten forgatták le, mivel Rush januárban egy színházi produkcióban szerepelt. Az időbeosztást tovább bonyolította, hogy Bonham Carter A király beszéde mellett párhuzamosan forgatta a Harry Potter és a Halál ereklyéi adaptációját. A színésznő hétköznap ez utóbbin dolgozott, így jeleneteit csak a hétvégéken tudták rögzíteni.

### Helyszínek és látvány

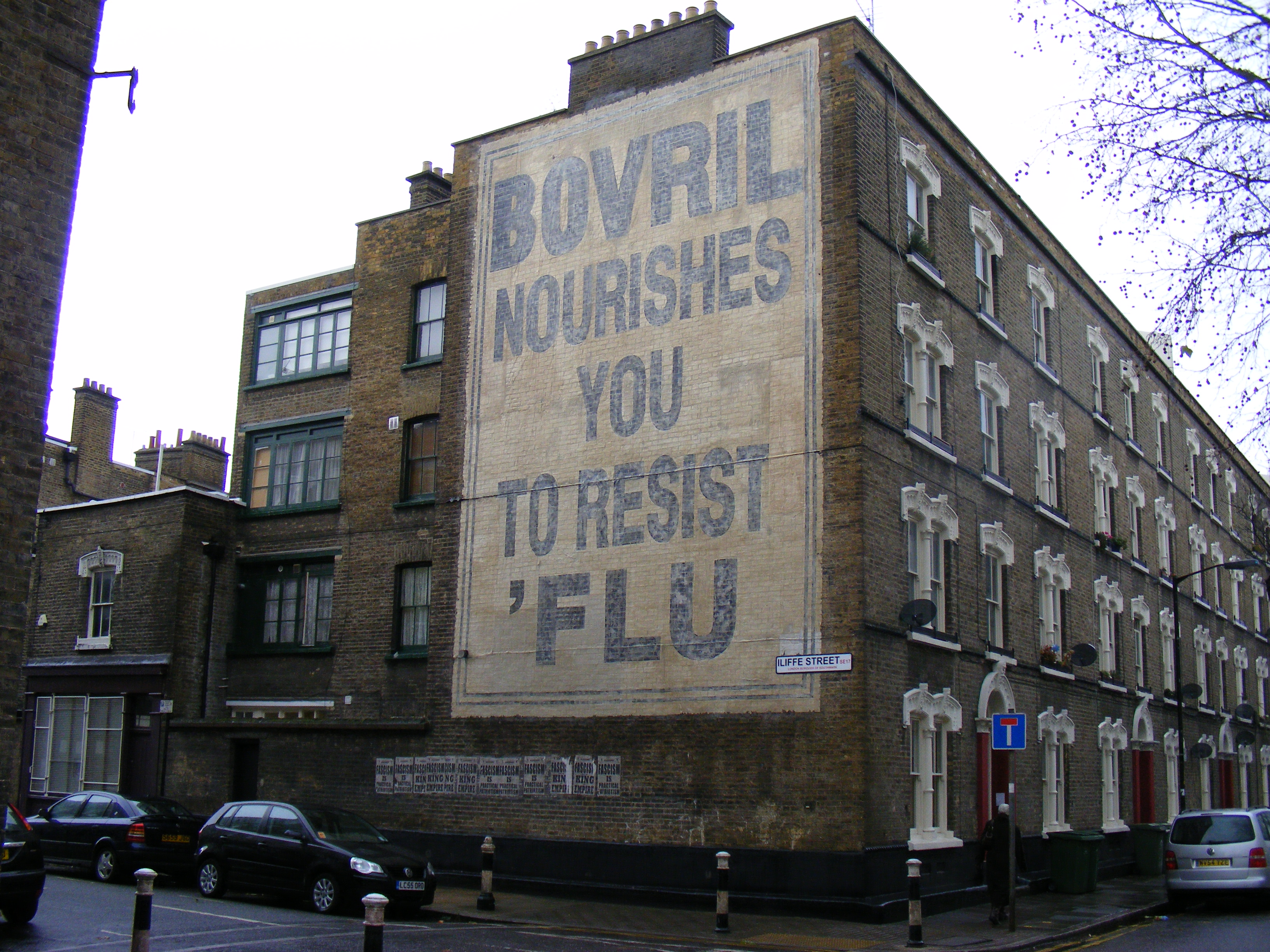
A forgatás során elhelyezett korabeli plakát egy épület oldalán

A díszletek nagy kihívást jelentettek a filmkészítők számára, hiszen kis költségvetésből kellett sok, és gyakran fényűző díszletet építeni. A kort minél hitelesebben akarták bemutatni, a királyi család pazar palotái mellett az 1930-as évek koszos Londonát is újra kellett alkotniuk. Glasgow, Liverpool és Dublin is a lehetséges forgatási helyszínek között volt, végül mégis London mellett döntöttek. A stáb 2009. november 25-én kezdte meg a munkát a southwarki Pullens-ház előtt. Az egész utcát az 1930-as évekbelivé alakították át. Hatalmas plakátokat helyeztek el és az épületeket, járdákat összekoszolták. Hooper egyik ismerőse elmesélte a rendezőnek, hogy akkoriban olyan sűrű volt a szmog a fővárosban, hogy az autók csak úgy tudtak közlekedni, hogy valaki gyalog ment előtte és irányította. Ennek megalkotásához a díszleten dolgozók olyan mennyiségű műfüstöt pumpáltak az utcára, hogy egy közeli bolt tűzjelzője megszólalt. Hooper szerint az itt játszódó jelenetek jól bemutatják Logue szociális és gazdasági hátterét.
November 26-án kezdték meg az egyhetes forgatást az elyi székesegyházban, mely a filmben a westminsteri apátságként jelenik meg. A készítők engedélyt kértek az apátságbeli forgatáshoz, a turizmus miatt azonban ehhez nem járultak hozzá. Westminsterhez építészetileg jobban hasonlít a lincolni székesegyház, a készítők azért döntöttek mégis Ely mellett, mert ennek mérete megengedte, hogy a koronázás előkészületeihez szükséges hatalmas díszleteket is felállítsák benne.
A kormányzat tulajdonában lévő pazar Lancaster-ház adta a Buckingham-palota díszleteit. Mindössze két jelenetben használták (amikor a rádióbeszéd előtt a király végigsétál a folyosón, illetve amikor elkészül a beszéd után a hivatalos fénykép), bérleti díja naponta 20 000 font volt. Az élő közvetítés jelenetét nem itt vették fel.  Az 1936-os eskütételt a forgatás befejezése után, februárban rögzítették a Drapers' Hallban.
A filmkészítők áttanulmányozták Logue dolgozószobáit, de azok túl szűkösek voltak a forgatáshoz. Végül találtak egy magas boltozatos termet a Portland Place 33. alatt. Eve Stewartnak, az egyik látványtervezőnek annyira tetszett a szoba egy részén látható kopottas, málló vakolat, hogy a helyiség valamennyi falán reprodukálta azt. A szobának így különleges atmoszférája lett, amelyet a kevés bútorral igyekeztek fokozni. Csak a legszükségesebb berendezési tárgyakat és kellékeket használták, így a színészek is nagyobb teret kaptak. Ezáltal Rush Logue-ja is sokkal színpadiasabb lehetett. Hooper állítása szerint igen kedvelte Portlan Place díszleteit, mivel a többi korabeli londoni házakkal szemben ez élettel telinek tűnt. A hercegi pár lakásának is a Portland Place 33. adott otthont a filmben.
A Brit Birodalmi Kiállítás 1925-ös záróünnepségének helyet adó Wembley Stadion jeleneteit a bredfordi Odsal Stadionban és az Elland Road Football Stadionban vették fel. Odsal íves végei nagyon hasonlítanak az 1925-ös Wembley Stadionra, a beszédet azonban Elland Roadban rögzítették. A stáb csak este 10 óra után tudta birtokba venni az épületet, mivel aznap épp meccs volt. A 250 korhű ruhába öltözött statiszta mellett felfújható bábukkal töltötték fel a nézőteret. A bábok közé vegyülő emberek mozgásával és kiabálásával azt az illúziót keltették, hogy hatalmas tömeg gyűlt össze a Wembley Stadionban. Az utómunkálatok alatt számítógép segítségével további embereket adtak a jelenethez. A stáb a battersea-i erőműben alakította ki a BBC vezérlőtermét, ahol az eredeti berendezéseket használták kellékként.
A film végleges változata 2010. augusztus 31-én készült el.

### Párbeszédek
Ahhoz, hogy Firth élethűen adja vissza VI. György dadogását, a színész Neil Swain beszédtanárral gyakorolt. Testvére, Kate Firth, aki szintén hivatásos beszédtanár színészeknek, olyan gyakorlatokat javasolt, amelyeket a király és Logue is alkalmazhattak. Emellett azt kutatta, hogyan működhetett Logue pszichológiai kezelése összekötve a fizikai gyakorlatokkal.
Firth ezek mellett archív felvételeket hallgatott a király beszédeiből. Swain egy interjúban úgy nyilatkozott, hogy nagyon érdekes volt azzal kísérletezni, hogy mennyire dadogjon VI. György a filmben. „Úgy gondolom, hogy egy Tomnál kevésbé bátrabb rendező – és persze egy Colinnál kevésbé bátrabb színész – szükségét érezte volna kicsit visszafogni a dadogás mértékét és hitelességét, és nagyon boldog vagyok, hogy végül egyikük sem tette ezt meg.” 2011 májusában Firth beismerte, hogy nehezen tűnnek el beszédéből a dadogás nyomai. „Talán még ezen az interjún is hallani lehet, vannak pillanatok, amikor igazán ragadós. Egyszercsak azon kapod magad, hogy csinálod, és ha elkezdek gondolkodni rajta, csak rosszabb lesz.”

### Filmzene
A film zenéjét Alexandre Desplat komponálta. Desplat fontosnak tartotta, hogy zenéje ne szorítsa háttérbe a dramaturgiát. A főleg zongorára és húros hangszerekre komponált zene (melyet egy jelenet erejéig hárfa és oboa egészít ki) célja az volt, hogy kiemelje a király elkeseredettségét, majd az egyre szorosabbá váló barátságát Logue-gal. A minimalista megközelítés a főhős irányításért való küzdelmét hangsúlyozza. Desplat a beszédhibát a zenében egyetlen dallam ismétlésével jelenítette meg. A cselekmény előrehaladtával a lágy húros hangszerek kerülnek előtérbe. A zene a koronázási jelenettel éri el a tetőfokát. Hooper ezt eredetileg zene nélkül képzelte el, de Desplat azzal érvelt, hogy valójában ez a történet igazi csúcspontja: Albert és Logue barátsága akkor válik a legerősebbé, amikor végleg megbíznak egymásban.
A zene régies hangzása érdekében olyan elavult, az EMI archívumából előkerült mikrofonokat használtak, melyek egykor a királyi család számára készültek. Az 1939-es beszéd alatt Ludwig van Beethoven 7. szimfóniájának II. tétele szól. A zenét Tariq Anwar vágó választotta. Amikor Desplat később csatlakozott a produkcióhoz, támogatta az ötletet, és végül ez maradt a végleges változatban is.
A filmzenét számos díjra jelölték, többek között Oscar-, Golden Globe- és BAFTA-díjra is, melyek közül az utolsót Desplat haza is vihette. Ezek mellett az alkotást az 54. Grammy-díjátadón is honorálták.
| 1.  | Lionel and Bertie                                     | 2:10 |
| 2.  | The King's Speech                                     | 3:54 |
| 3.  | My Kingdom, My Rules                                  | 2:51 |
| 4.  | The King Is Dead                                      | 2:06 |
| 5.  | Memories of Childhood                                 | 3:36 |
| 6.  | King George VI                                        | 3:05 |
| 7.  | The Royal Household                                   | 1:43 |
| 8.  | Queen Elizabeth                                       | 3:35 |
| 9.  | Fear and Suspicion                                    | 3:24 |
| 10. | The Rehearsal                                         | 1:42 |
| 11. | The Threat of War                                     | 3:56 |
| 12. | Speaking Unto Nations (7. szimfónia (Beethoven) - II) | 5:02 |
| 13. | Epilogue (5. zongoraverseny (Beethoven) - II)         | 3:56 |

## Történelmi hitelesség
A film készítői a drámaibb hatás kedvéért feszesebbre vették a valódi eseményeket. A herceg 1926 októberében kezdte meg a munkát Logue-gal, tíz évvel bátyja lemondási botránya előtt. A kezelések után már hónapokkal lehetett érezni a javulást, ehhez nem kellett éveknek eltelnie. Ezt bizonyítja, hogy 1952-ben Logue egy interjújában úgy nyilatkozott, hogy a herceg 1927-ben – csupán hét hónappal az első közös órájuk után – már dadogás nélkül nyitotta meg az ausztrál parlamentet Canberrában. Az 1930-as évek elejére Albert már olyan folyékonyan beszélt, hogy csak ritkán látogatta meg a logopédust, és főleg levelezés útján tartották a kapcsolatot. A közös munka akkor vált ismét gyakorivá, amikor VIII. Eduárd lemondott a trónról és Albert király lett. Ezek után valóban együtt gyakoroltak a koronázási ceremóniára és az azt követő királyi beszédekre, barátságuk a király 1952-es haláláig tartott.

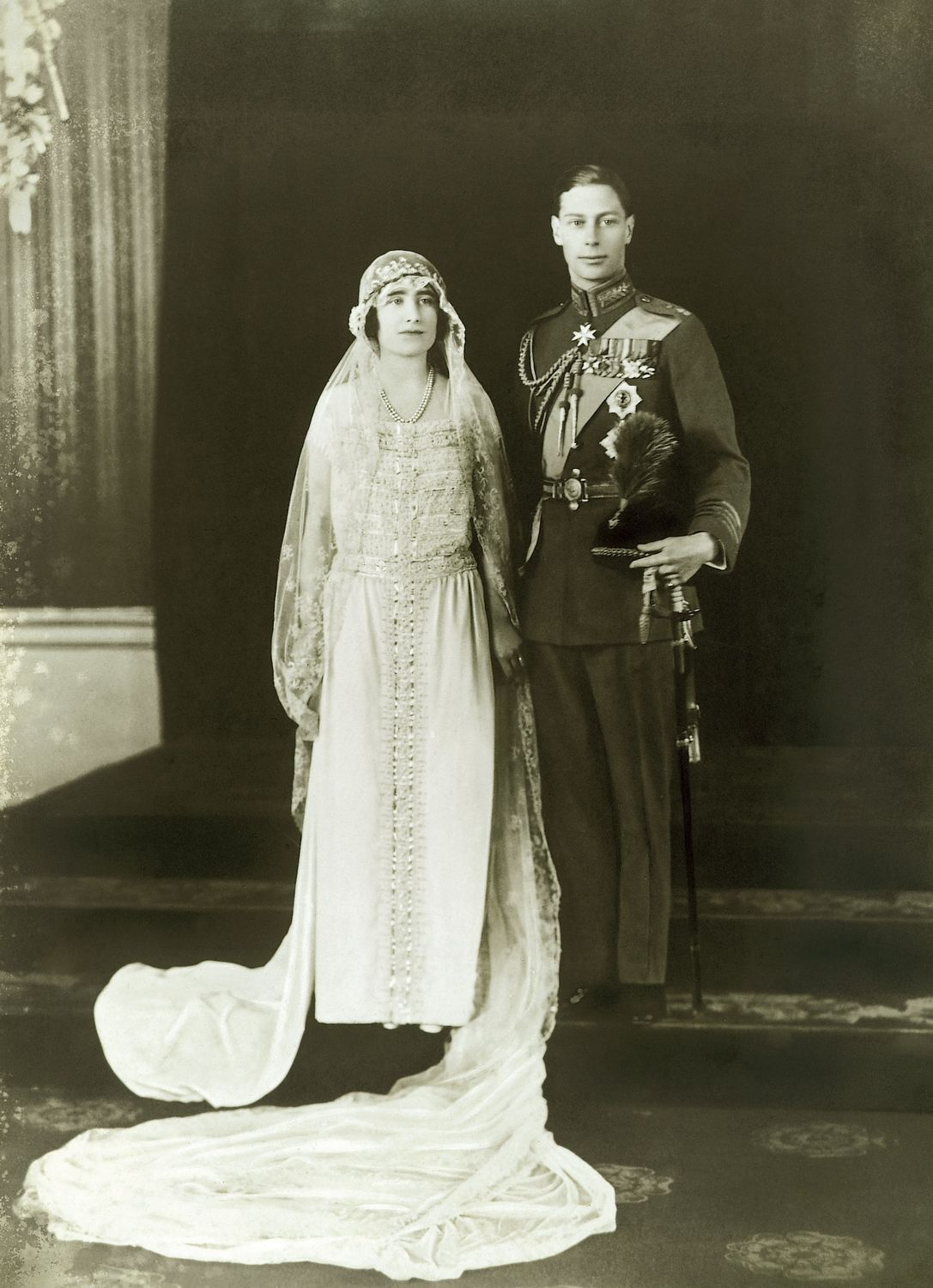
Albert herceg és Erzsébet esküvői fotója

Lionel unokája, Robert Logue kételkedve fogadta nagyapja filmbeli ábrázolásának bizonyos elemeit, azt nyilatkozva, hogy „nem hiszem, hogy valaha is káromkodott volna a király előtt és egészen biztos, hogy sohasem szólította Bertie-nek.” Míg Logue valóban megsértette az etikettet azzal, hogy a hercegnek kellett hozzá járnia és nem ő ment a palotába, valószínűleg sohasem szólította a családi becenevén, hanem a hivatalos Ő királyi fensége megszólítást használta. A herceg kilétét sem titkolta, és a felesége is tudott arról, hogy a yorki herceg jár hozzájuk kezelésre. Andrew Roberts angol történész szerint a dadogás mértéke is fokozva lett a filmben, amiben a király még a szűk családi körben is nehezen beszél.
A film egyik tanácsadója, Hugo Vickers beismerte, hogy a valós események megváltoztatására néhány esetben valóban szükség volt a drámai hatás kedvéért. A magas rangú hivatalnokok például nem lehettek jelen a király beszéde alatt, Churchill szerepe pedig egészen biztosan nem volt ilyen fontos az események során. Vickers azonban úgy érezte, hogy az átlagnéző ismeri ezeket a történelmi személyeket, így egy bizonyos ponton szerepelniük kell.
Christopher Hitchens és Isaac Chotiner történészek Churchill álláspontját és szerepét vitatták VIII. Eduárd lemondása kapcsán. Churchill köztudottan a Hitlerrel is szimpatizáló Eduárdot támogatta, sőt biztatta, hogy maradjon király. A filmben ezzel szemben végig Albert herceg mellett áll ki. Hitchens és Chotiner szerint ez a politikus halála után kialakult kultusznak köszönhető, a nemzetközi közönség pedig sokkal kevésbé ismeri Churchill második világháború előtti nézeteit. Ráadásul a valóságban uralkodása kezdetén Albert sem Churchillt támogatta, hanem Chamberlaint. Hitchens vádjára a forgatókönyvíró David Seidler azzal érvelt, hogy ismerte Churchill álláspontját, a filmben azonban azután jelenik meg a politikus, hogy elpártol VIII. Eduárdtól, aki a második világháború küszöbén hajlandó lett volna polgárháború szélére sodorni az országot. Seidler szerint el is készült egy jelenet, amelyben Churchill arról beszélt, hogy korábban Eduárdot támogatta, ám Hooper kivágta a kész filmből, mivel megtörte az amúgy is hosszú cselekményt. Seidler szerint a film ezek után is valóságosan ábrázolja a király és Churchill kapcsolatát, hiszen később valóban szoros barátság alakult ki kettejük között.
Hitchens és Chotiner a második világháborút megelőző, a békét fenntartani próbáló egyezmények bemutatását is hiányolta a filmből. Míg az alkotásból ezen eseményre semmi nem utal konkrétan, Churchill és VI. György utolsó jelenete azt sugallja, hogy a király mindig is ellenezte a tárgyalásokat. Valójában VI. György nemhogy ellenezte, hanem már-már alkotmányellenes módon támogatta a Münchenből 1938 szeptemberében hazatérő Chamberlaint. A király a miniszterelnökkel közösen állt ki a Buckingham-palota erkélyére, ahonnan az ünneplő tömeget köszöntötték. Steven Runciman történész szerint ezzel a tettel a király az „évszázad legnagyobb uralkodói alkotmányos hibáját követte el.” A The Guardian Stanley Baldwin lemondásának körülményeit vitatta, amellett érvelve, hogy „[Baldwin] nemzeti hősként vonult vissza, miután tíz évig pályafutása csúcsán volt.”
Martin Filler kritikus elismeri, hogy az alkotói szabadság felülírhatja néhány esetben a történelmi hűséget. Példának az V. György és Albert herceg közti párbeszédet hozza fel, melyben a király a rádiós közvetítések fontosságáról beszél. Arra ő is kitér, hogy a királyi pár kezdetben közömbös volt Churchill iránt, pont azért, mert a politikus Eduárdot támogatta. Andrew Roberts történész azt emelte ki, hogy a film utolsó, a Buckingham-palota erkélyén játszódó jelenet sohasem történt meg, mivel a közvetítés idején sem Churchill, sem Chamberlain nem volt jelen, a palota előtt pedig nem ünnepelt a tömeg. Mindezek ellenére a történész a film egyik erényét a királyi pár szimpatikus ábrázolásában látja, és ezért azt sem bánja, hogy bizonyos történelmi személyek – V. György, Mária királyné, VIII. Eduárd és Wallis Simpson – sokkal ellenszenvesebben jelennek meg, mint valójában voltak.

## Fogadtatás
Az alkotás világszerte számos visszajelzést kapott. A Rotten Tomatoes kritikákat összegyűjtő weboldal 94%-ra értékelte a filmet, 261 véleményből 246 pozitív volt. Az összefoglaló értékelés azt írja, hogy „Colin Firth mesteri alakítást nyújt A király beszédében, mely egy kiszámítható, mégis stílusos és érzelmes kosztümös dráma.” Ugyanezen a honlapon a 2010-ben bemutatott filmek között a 6. legjobbnak bizonyult. A Metacritic weboldalon, amely szintén a kritikákat összegzi, az alkotás 41 bírálat alapján 88 pontot kapott az elérhető 100-ból.
II. Erzsébet 2010 karácsonya előtt két kópiát is kapott. A királynő a Sandringham House-ban, egy magánvetítés során nézte meg a filmet, melyet meghatónak és élvezetesnek talált. Seidler számára a királynő véleménye volt a legfontosabb kritika.
A brit dadogók egyesülete (British Stammering Association) pozitívan fogadta a film bemutatását. Közleményben gratuláltak a készítőknek azért, hogy ilyen valósághűen sikerült bemutatni, mekkora aggodalmat okoz a dadogóknak nap mint nap emberek előtt megszólalni, míg Firth beszédét különösen valósághűnek és pontosnak találták.

### Kritikai visszhang az angol nyelvű sajtóban

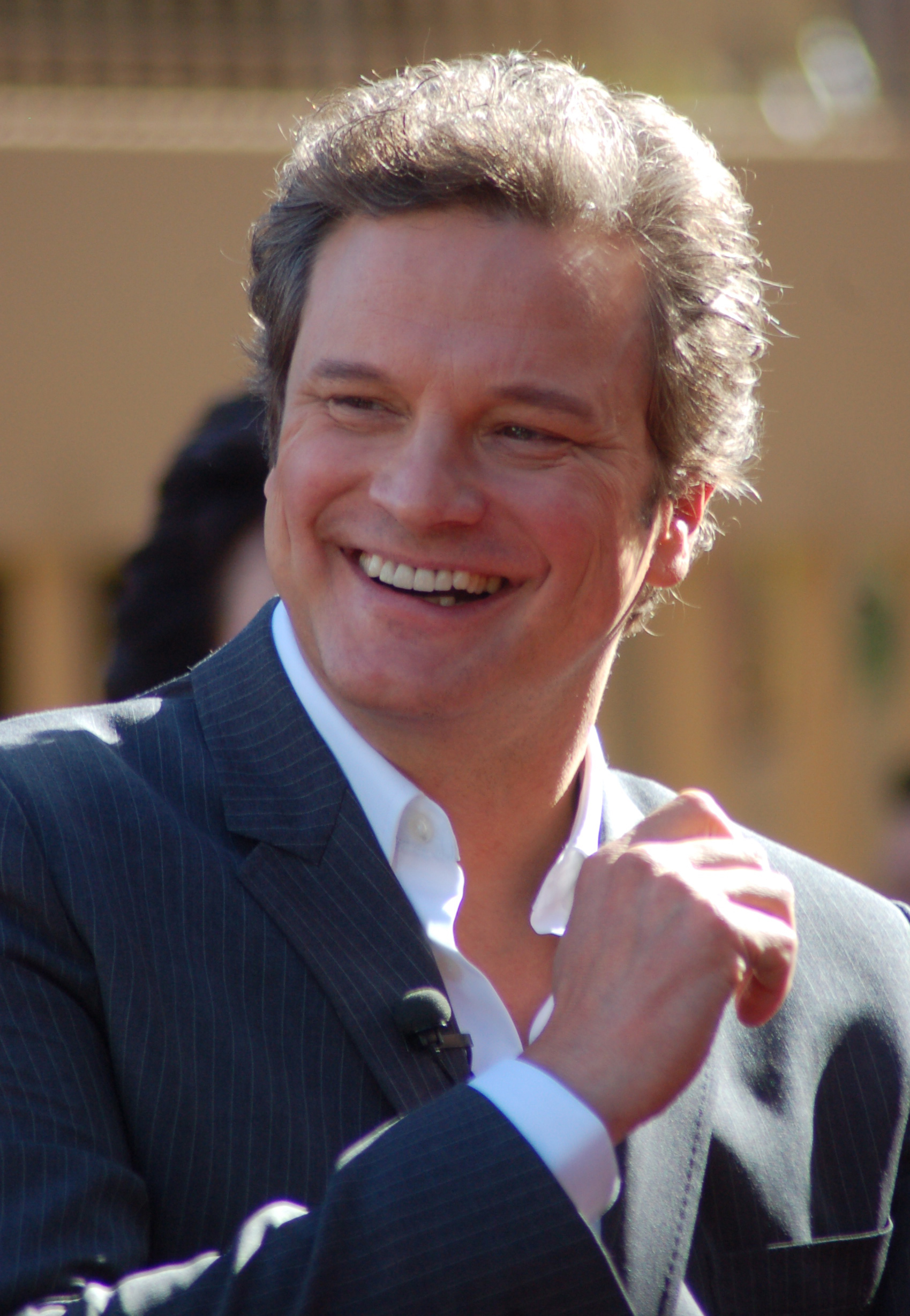
A legtöbb kritikus dicsérte Colin Firth játékát

Az Empire magazin újságírója, Ian Nathan ötből öt csillaggal jutalmazta az alkotást. A forgatókönyv nagyszerűen alakítja szellemes drámává a történelmet, Seidler a csekélynek tűnő alapkonfliktustól eljut az egész Európát felrázó eseményekig. Hooper nemcsak a különös barátságra fektetett hangsúlyt, hanem emellett „eljátszik a gyerekkor gondolatával” is. Albert igazi tragédiája az, hogy sohasem volt gyerekkora, számára a Logue által nyújtott barátság „utazás az ismeretlenbe.” Lisa Kennedy Denver Postban megjelenő kritikájában nagyszerű, intelligens és megnyerő drámának nevezi A király beszédét, mely nemcsak a királyhoz, hanem nézőihez is méltó.
Roger Ebert is maximálisra értékelte a filmet, azzal kommentálva, hogy „egy kiemelkedő történelmi és erőteljes személyes dráma.” A színészi játék mellett a díszleteket és látványt is dicséri: a történelmi filmdrámákra nem jellemző keskeny, hosszú terek szerinte jól illeszkednek a témához. A hadüzenetet követő rádióbeszéd, a film legfontosabb jelenete, meglepően érzelmesre és erősre sikerült, „Hooper mesterien kezelte azt a vészterhes jelenetet.” A The Guardian ötből négy csillagot adott az alkotásra, Bradshaw kritikus szerint „Tom Hooper rendkívül élvezhető és szépen megcsinált mozifilmje a dadogást legyűrni törekedő VI. Györgyről egy igazán magabiztos tömegkedvenc”.
Sok kritikus elismerte a színészi játék magas színvonalát, különösen Firth alakítását. A Time magazin újságírója, Richard Corliss Firth alakítását 2010 legjobb férfi alakításának választotta meg. Az Empire újságírója szerint Firth lebilincselően játssza Albert „színészellenes” szerepét.
A pozitív kritikai visszhang ellenére az alkotásnak az angol nyelvű sajtóban is akadtak bírálói. Carol Cling a Las Vegas Review-Journal hasábjain úgy fogalmaz, hogy a színészek remek teljesítményét nem lehet elvitatni, de A király beszéde semmi rendkívülit nem tartogat: „a film olyan színészgárdával büszkélkedhet, akiket bármikor megéri megnézni – még akkor is, ha az alkotás nem mindig szolgál rá olyan nagy figyelemre, mint maguk a színészek.” A rendező okosan a két főhős kapcsolatára koncentrál, sokszor azonban nem sikerül elkerülnie a színházi stílust. A The New York Times napilapban megjelenő értékelés szerint A király beszédének legnagyobb hibája az, hogy túl komolyan veszi magát. Hooper nem gúnyolja az uralkodói réteg és alattvalói közötti kasztrendszert, és a monarchia bemutatása is túl jóindulatú.

### Magyar kritikai visszhang
A filmet többnyire pozitívan fogadták a magyar kritikusok. A PORT.hu kritikusa 10-ből 9 ponttal jutalmazta az alkotást. Seidler mesterien adagolja a hiányos történelmi részletekhez saját gondolatait, így a végeredmény egy élvezetes forgatókönyv lett, mely megérdemelten nyerte el az Oscar-díjat. Az alkotók emellett a legjobb filmnek és legjobb rendezőnek járó akadémiai elismerésekre is rászolgáltak. A Filmtekercs online mozimagazin kritikusa, Zsély Csilla szerint A király beszéde sikere a főszereplőkben rejlik. Hoopernek Firth és Rush személyében sikerült olyan színészeket találnia, akik egymás egyenrangú partnerei lehetnek a vásznon, a király és a logopédus hullámzó kapcsolata pedig egyaránt hoz viccesen bizarr és drámai pillanatokat is. Kiemeli az operatőri munkát, díszleteket és a nem mindennapi beállításokat, melyek tovább fokozzák kettejük izgalmas viszonyát. Az Filmtett értékelése is Albert és Logue ellentétes személyiségét emeli ki, „a párhuzamokkal és merőlegességekkel való játék magasiskolája ez, a kontrasztok filmje”. A történet témája egyben „tükörrel is szolgál számunkra, 21. századi polgároknak is, akik naponta követjük az angol királyi család viselt dolgait a bulvársajtóban.”
A Vox magazin számára Hanula Zsolt írt kritikát. Szerinte a film nem több, mint egy kifejezetten díjátadókra készült alkotás, mely néhány helyen komolyabb témákat is érint, a végén mégis mindig visszatér önmaga tömjénezéséhez. Mindezek ellenére az elérhető 100%-ból 85%-ra értékeli, kiemelve Colin Firth játékát, a film atmoszféráját, az operatőri munkát és a rendezést. Hungler Tímea Revizorban megjelenő kritikájában szintén megemlíti, hogy a film mindent tartalmaz, amit egy Oscar-esélyes alkotásnak tartalmaznia kell, „a színészi munka tökéletes, a látvány részletgazdag és atmoszférikus (operatőr: Danny Cohen), a fordulatok jó időben következnek be, a humor amolyan fanyarul angolos, és még az emocionális csúcspontoknál sem válik patetikussá vagy érzelgőssé a film.” Bár Hooper nem újítja meg a műfajt, mégis sikerül a király személyét közelebb hoznia a nézőhöz, a film hangulata, helyszínei pedig sokkal bensőségesebbé teszik Logue-gal való kapcsolatát.
Az Index értékelése szerint A király beszédében semmi olyan különlegesség nincs, amely megmagyarázná a rengeteg Oscar-jelölést. A film csupán Firth, Rush és Bonham Carter játéka miatt több egy egyszerű királydrámánál, míg a díjak inkább a producer, Harvey Weinstein reklámlobbijának köszönhető. A díjátadókon elért hatalmas sikereket az Origo újságírója, Gyárfás Dóra is Weinstein kampányolásának tulajdonítja, hisz az alkotás „egy egyszerű, kedves mese”, mely „nem kerülhetne egy ligába a Social Network – A közösségi háló-val, A félszemű-vel, a Fekete hattyú-val, vagy a 127 órá-val.” Gyárfás a színészi játék értékelése során sem Firth-öt emeli ki, szerinte Bonham Carter, Rush és Pearce érdekesebb alakítást nyújtott.

## Díjak és elismerések

Tom Hooper és Kathryn Bigelow a 83. Oscar-gálán

A király beszéde a 83. Oscar-gála legtöbb jelöléssel honorált alkotása lett, összesen 12 kategóriában jelölték. Ebből összesen négyet tudott díjra váltani: legjobb film, legjobb rendező (Hooper), legjobb férfi főszereplő (Firth) és legjobb eredeti forgatókönyv (Seidler). A további nyolc jelölés az operatőri munkáért (Danny Cohen), látványtervezésért, jelmeztervezésért, vágásért, eredeti filmzenéért és hangkeverésért járt, míg Rush és Bonham Carter legjobb mellékszereplőként kapott jelölést.
A 64. BAFTA-gálán is a legtöbb jelölést kapta, összesen 14-et. Ennek a felét sikerült is megnyernie, az alkotók vihették haza a legjobb filmnek, legjobb férfi főszereplőnek (Firth), legjobb férfi mellékszereplőnek (Rush), legjobb női mellékszereplőnek (Bonham Carter), legjobb eredeti forgatókönyvnek (Seidler), legjobb filmzenének és legjobb brit filmnek járó elismeréseket. A 68. Golden Globe-gála mindössze egyetlen díjat hozott (Firth megnyerte a legjobb férfi főszereplőnek járó díjat), annak ellenére, hogy csakúgy, mint az Oscar és BAFTA esetében, itt is a legtöbb jelölést kapta, összesen hetet.
A 17. Screen Actors Guild Awardson Firth megnyerte a legjobb férfi főszereplőnek járó díjat, míg színésztársaival a legjobb színészgárdának szóló elismerést is hazavihette. Hooper rendezését a Directors Guild of America honorálta díjjal, míg a Producers Guild of America a Darryl F. Zanuck-díjat adta az alkotásnak.
A Torontói Nemzetközi Filmfesztiválon a People's Choice Awardot nyerte el, a British Independent Film Awardson a legjobb brit független film lett, míg a 2011-es spanyol Goya Awardson a legjobb európai filmnek választották meg.

### Fontosabb díjak és jelölések
- Oscar-díj (2011)
  - díj: legjobb film
  - díj: legjobb színész (Colin Firth)
  - díj: legjobb rendező (Tom Hooper)
  - díj: legjobb eredeti forgatókönyv (David Seidler)
  - jelölés: legjobb férfi mellékszereplő (Geoffrey Rush)
  - jelölés: legjobb női mellékszereplő (Helena Bonham Carter)
  - jelölés: legjobb operatőr (Danny Cohen)
  - jelölés: legjobb látványtervezés (Eve Stewart és Judy Farr)
  - jelölés: legjobb jelmeztervezés (Jenny Beavan)
  - jelölés: legjobb vágás (Tariq Anwar)
  - jelölés: legjobb eredeti filmzene (Alexandre Desplat)
  - jelölés: legjobb hangkeverés (Paul Hamblin, Martin Jensen és John Midgley)
- Golden Globe-díj (2011)
  - díj: legjobb drámai színész (Colin Firth)
  - jelölés: legjobb rendező (Tom Hooper)
  - jelölés: legjobb férfi mellékszereplő (Geoffrey Rush)
  - jelölés: legjobb női mellékszereplő (Helena Bonham Carter)
  - jelölés: legjobb filmzene (Alexandre Desplat)
  - jelölés: legjobb filmdráma
  - jelölés: legjobb forgatókönyv (David Seidler)
- BAFTA-díj (2011)
  - díj: legjobb férfi főszereplő (Colin Firth)
  - díj: legjobb film
  - díj: legjobb forgatókönyv (David Seidler)
  - díj: legjobb férfi mellékszereplő (Geoffrey Rush)
  - díj: legjobb női mellékszereplő (Helena Bonham Carter)
  - díj: Alexander Korda-díj a legjobb brit filmnek
  - díj: legjobb filmzene (Alexandre Desplat)
  - jelölés: legjobb operatőr (Danny Cohen)
  - jelölés: legjobb jelmeztervezésért (Jenny Beavan)
  - jelölés: legjobb vágás (Tariq Anwar)
  - jelölés: legjobb smink
  - jelölés: legjobb díszlet (Eve Stewart, Judy Farr)
  - jelölés: legjobb hang
  - jelölés: David Lean-díj a legjobb rendezésért (Tom Hooper)

## Fordítás
Ez a szócikk részben vagy egészben  a   The King's Speech című angol Wikipédia-szócikk ezen változatának fordításán alapul.  Az eredeti cikk szerkesztőit annak laptörténete sorolja fel. Ez a jelzés csupán a megfogalmazás eredetét és a szerzői jogokat jelzi, nem szolgál a cikkben szereplő információk forrásmegjelöléseként.